# Microascales
Die Microascales sind eine Ordnung der Schlauchpilze. Der Großteil der Arten sind Saprobionten im Boden, in verrottender Vegetation und Dung. Einige Vertreter verursachen Pflanzenkrankheiten (Ceratocystis fimbriata) oder Humankrankheiten (Pseudallscheria). Die Familie Halosphaeriaceae umfasst großteils marin lebende Arten, seltener Süßwasserarten.
Die Fruchtkörper sind schwarze Perithecien mit langem Hals, seltener Kleistothecien. Es wird kein Stroma gebildet. Paraphysen fehlen, die Asci sind kugelig und entstehen einzeln oder in Ketten. Die Ascosporen sind nicht septiert, farblos und besitzen oft Rippen oder Flügel.
Die Anamorphe der Microascaceae besitzen annellidische konidiogene Zellen. Zusätzlich treten weitere Anamorphe auf, Synanamorphe, die zu den Hyphomyceten-Gattungen Scopulariopsis, Graphium und Scedosporium zählen.

## Systematik
In die Ordnung wird jetzt auch die einzige Familie der früheren Ordnung Halosphaeriales gezählt, da die Microascales ansonsten paraphyletisch in Bezug auf die Halosphaeriales wären. Im neuen Umfang sind sie ein monophyletisches Taxon. Zu ihr werden folgende Familien gezählt (mit ausgewählten Gattungen und Arten):
- Halosphaeriaceae mit 55 Gattungen: die Perithecien entstehen submers. Das Zentrum der Fruchtkörper besteht aus Pseudoparenchym. Die Ascuswand der meisten Arten bricht auf und entlässt die Ascosporen. Diese werden aus dem Innenraum des Perithecium gedrückt, indem neue Asci und Ascosporen gebildet werden. Die Ascosporen-Anhänge sind wichtig für die Gattungs-einteilung.
- Chadefaudiellaceae mit zwei Gattungen
- Microascaceae mit acht Gattungen
  - Canariomyces
  - Enterocarpus
  - Lophotrichus
  - Microascus
  - Pseudallescheria
- incertae sedis (keiner Familie zugeordnet)
  - Ceratocystis
  - Cornuvesica
  - Gondwanamyces
  - Sphaeronaemella
  - Viennotidia

## Belege